# Polygala omissa
Polygala omissa är en jungfrulinsväxtart som beskrevs av E. Balátová-tulácková och P. Herrera Oliver. Polygala omissa ingår i släktet jungfrulinssläktet, och familjen jungfrulinsväxter. Inga underarter finns listade i Catalogue of Life.